# Transparență (politică)
Termenul transparență este adesea utilizat în politică într-un sens metaforic al termenului similar din optică: un obiect transparent este acel obiect care lasă să se vadă clar conturul și detaliile obiectelor aflate de partea opusă. Cerința de transparență este adresată în scopul primirii de informații, deschidere, comunicare și evaluare. În strânsă legătură cu cerința pentru o politică transparentă este cerința unei transparențe în administrație.

## Salarizare
În Norvegia și în Suedia autoritățile fiscale eliberează anual "skattelister" sau "lista fiscală"; înregistrări oficiale care arată venitul anual și averea generală a aproape tuturor contribuabililor.
Reglementările din Hong Kong impun băncilor să-și enumere salariații de top - fără ai numi - de către grupul de salarizare.
În 2009, guvernul spaniol a lansat pentru prima dată informații despre cât de mult merită fiecare membru al cabinetului, dar datele despre cetățenii obișnuiți sunt private.

## Transparența, condiție a democrației
Deoarece termenii amintiți au o însemnătate centrală pentru funcționarea unei democrații, lipsa transparenței se poate întâlni în special în sistemele dictatoriale. În sistemele democratice, sistemul legislativ este deschis presei și opiniei publice. Atunci când acțiunile guvernamentale și modul de gestionare a bugetului pot fi verificate de oricine, iar legile, regulile și deciziile sunt deschise discuțiilor, sunt considerate transparente, iar autorităților li se oferă mai puțin ocazia de a acționa abuziv, în scopul satisfacerii propriilor interese.
Transparența nu constă dintr-o comunicare care se face dintr-o singura direcție, dintr-o singură parte. Atunci când mass media și opinia publică este informată de tot ce se întamplă, începând din zona
guvernamentală până în zona administrațiilor locale, există și o serie de întrebări, proteste si sugestii care vin din partea tuturor. Oamenii care sunt interesați de o anumită problemă vor încerca să
influențeze hotărârile. Transparența creează o participare zilnică a mass mediei și a opiniei publice la procesele politice.
Democrația modernă se bazează pe această participare. Pentru cei interesati de o anumită problemă există căi prin care să poată influența deciziile de la toate nivelurile societății.
Cerințele de mărire a transparenței au fost formulate în politică în multe domenii. Câteva dintre conflictele discutate în mod repetat sunt: controlul asupra armatei și a serviciilor secrete, gradul de
transparență al parlamentarilor, transparență administrativă, organizațiile care acționează în virtutea trasparenței, și transparență politică în alte țări.
Percepția și planurile armatei și a serviciilor secrete sunt adesea clasificate ca fiind secrete. În acest caz nu există transparență și acest lucru poate fi considerat pozitiv sau negativ: pozitiv în sensul creșterii gradului de siguranță națională și negativ, deoarece poate conduce la corupție, pierderea controlului sau chiar dictatură militară.
Cerința de a face publice averile parlamentarilor este un subiect de discuție in România și în alte țări europene.

## Cercetare
Cercetarea științifică din orice disciplină academică poate fi, de asemenea, etichetată ca (parțial) transparentă (sau cercetări deschise) dacă unele sau toate aspectele relevante ale cercetării sunt deschise în sensul open source, Acces Deschis și date deschise facilitând astfel recunoașterea și responsabilizarea socială a cercetătorilor care au efectuat cercetarea și replicarea de către alții interesați de problemele abordate de acesta.
Unii matematicieni și oamenii de știință sunt critici în utilizarea software-ului matematic, cum ar fi Mathematica, pentru demonstrațiile matematice, deoarece acestea nu oferă transparență și, prin urmare, nu sunt verificabile. Software-ul open source, cum ar fi SageMath, își propune să rezolve această problemă.

## În România
În România transparența este reglementată prin
Legea 544/2001 a liberului acces la informațiile de interes public și
Legea 52/2003 privind transparența decizională în administrația publică.
Potrivit articolului 7 din legea 544, autoritatea trebuie sa-i raspunda solicitantului in termen de maximum 30 de zile de la inregistrarea cererii scrise. Daca autoritatea nu vrea, sub un pretext sau altul, sa comunice informatiile de interes public, legea o obliga sa-si formuleze refuzul in scris si sa-l transmita persoanei interesate in termen de cinci zile de la primirea petitiei.
Unele autorități locale au încercat să impună taxe pe informația de acest gen.